# Bad Company (album)
Bad Company je debutové album hard rockové skupiny Bad Company.
Album bylo nahráno v Headley Grange v Mobile Studio Ronnieho Lanea v listopadu 1973, dosáhlo pozice #1 v hitparádě popových alb časopisu Billboard a podle statistik RIAA dosáhlo prodeje 5 milionů kopií.
Singly "Can't Get Enough" (který byl v roce 1999 použit v reklamě na džíny značky Levi's) a "Movin' On" dosáhly #5 a #19 v hitparádě singlů. "Rock Steady", "Bad Company" a "Ready for Love" (později nahrané kytaristou Mickem Ralphsem během jeho působení v Mott the Hoople) jsou též považovány za "rockovou klasiku" vysílanou rozhlasovými stanicemi.
V roce 2006 byla vydána limitovaná ediceCD of 24K Gold. Trvalo několik let, než byly nalezeny originální master pásky, pak byly analogové nahrávky převedeny přes konvertor Analog-Digital do digitální formy.

## Seznam stop

### Strana 1
1. "Can't Get Enough" (Mick Ralphs) – 4:16
2. "Rock Steady" (Paul Rodgers) – 3:46
3. "Ready for Love" (Ralphs) – 5:01
4. "Don't Let Me Down" (Rodgers, Ralphs) – 4:22

### Strana 2
1. "Bad Company" (Rodgers, Simon Kirke) – 4:50
2. "The Way I Choose" (Rodgers) – 5:05
3. "Movin' On" (Ralphs) – 3:21
4. "Seagull" (Rodgers, Ralphs) – 4:06

## Obsazení
- Paul Rodgers – zpěv, kytara, piano, akordeon
- Mick Ralphs– kytara, klávesy
- Simon Kirke – bicí
- Boz Burrell – bass

### Hostující hudebníci
- Sue Glover a Sunny Leslie – doprovodné vokály na "Movin' On" a "Don't Let Me Down".
- Mel Collins – saxofon na "Don't Let Me Down".

## Hitparády
Album – Billboard (Severní Amerika)
| Rok  | Žebříček | Pozice |
| ---- | -------- | ------ |
| 1974 | Pop Alba | 1      |

Singly – Billboard (Severní Amerika)
| Rok  | Singl              | Žebříček   | Pozice |
| ---- | ------------------ | ---------- | ------ |
| 1974 | "Can't Get Enough" | Pop Singly | 5      |
| 1975 | "Movin' On"        | Pop Singly | 19     |